# ATP Challenger Cortina
L'ATP Challenger Cortina è stato un torneo professionistico di tennis giocato su campi in terra rossa. Faceva parte dell'ATP Challenger Tour. Si è giocato annualmente a Cortina d'Ampezzo dal 2014 al 2017 tra fine luglio e inizio agosto.
Nel 2018 è stato sostituito dal torneo Country 2001 Team di Padova, Challenger che era stato dismesso dopo le edizioni disputate nel 2014 e 2015 e che nella nuova edizione è stato organizzato dal Country Club Cortina e dalla società 2001 Team di Padova.

## Albo d'oro

### Singolare
| Anno | Campione                | Finalista       | Punteggio        |
| ---- | ----------------------- | --------------- | ---------------- |
| 2017 | Roberto Carballés Baena | Gerald Melzer   | 6–1, 6–0         |
| 2016 | João Souza              | Laslo Đere      | 6–4, 7–6(4)      |
| 2015 | Paolo Lorenzi           | Máximo González | 6–3, 7–5         |
| 2014 | Filip Krajinović        | Federico Gaio   | 2–6, 7–6(5), 7–5 |

### Doppio
| Anno | Campioni                         | Finalisti                              | Punteggio           |
| ---- | -------------------------------- | -------------------------------------- | ------------------- |
| 2017 | Guido Andreozzi Gerald Melzer    | Steven de Waard Ben McLachlan          | 6–2, 7–6(4)         |
| 2016 | James Cerretani Philipp Oswald   | Roberto Carballés Baena Cristian Garín | 6–3, 6–2            |
| 2015 | Paolo Lorenzi Matteo Viola       | Lee Hsin-han Alessandro Motti          | 6(5)–7, 6–4, [10–3] |
| 2014 | Íñigo Cervantes Juan Lizariturry | Lee Hsin-han Vahid Mirzadeh            | 7–5, 3–6, [10–8]    |